# La Liste de Schindler (bande originale)
Pour les articles homonymes, voir La Liste de Schindler (homonymie) et Schindler.
Albums de John Williams
Jurassic Park
(1993) Sabrina
(1995)
La Liste de Schindler est la bande originale du film de Steven Spielberg La Liste de Schindler. Elle a été composée par John Williams avec la présence notable du violoniste Itzhak Perlman.
On peut y entendre (dans la première scène où Oscar Schindler, se rend au restaurant), également le titre « Por una Cabeza » de Carlos Gardel qui ne figure pas sur la bande originale du film.

## Pistes
1. Theme from Schindler's List (4:16)
2. Jewish Town (Krakow Ghetto - Winter '41) (4:40)
3. Immolation (With Our Lives, We Give Life) (4:44)
4. Remembrances (4:20)
5. Schindler's Workforce (9:08)
6. OYF'N Pripetshok and Nacht Aktion (avec le Li-Ron Choir (en)) (2:56)
7. I Could Have Done More (5:52)
8. Auschwitz-Birkenau (3:41)
9. Stolen Memories (4:20)
10. Making the List (5:11)
11. Give Me Your Names (4:55)
12. Yeroushalaim Chel Zahav (Jerusalem of Gold) (2:17)
13. Remembrances (avec Itzhak Perlman) (5:16)
14. Theme from Schindler's List (Reprise) (3:00)

## Récompenses
John Williams a reçu l'Oscar de la meilleure musique de film et le British Academy Film Award de la meilleure musique de film pour cet album.